# Jan Rijkmans
Jan Daniël Rijkmans (Steenwijk, 3 februari 1920 - Scheveningen, 14 april 1944) was een Nederlandse verzetsstrijder tijdens de Tweede Wereldoorlog.
Jan Daniël Rijkmans was van beroep autohandelaar in Steenwijk. Hij was zeer actief betrokken bij diverse verzetsactiviteiten in geheel Drenthe. Op 8 oktober 1943 werd hij gearresteerd door de Duitse bezetter omdat men er achter was gekomen dat hij betrokken was bij een overval op het gemeentehuis waarbij distributiebonnen en stamkaarten waren buitgemaakt. Hij werd eind oktober 1943 overgebracht naar de gevangenis van Scheveningen (Oranjehotel), waar hij tot zijn executie vastzat. Samen met zijn medeveroordeelden Wiepke Harm Timersma, Gerard Jansen, Jacob Kraal, Gerrit Jan van den Berg, Hendrik Drogt, Fokke Jagersma en Johannes Kippers zong hij regelmatig psalmen wat door een medegevangene beschreven werd aan diens verloofde. Hij werd in de ochtend van 14 april gefusilleerd op de Waalsdorpervlakte.